# 玉虫貞茂
玉虫 貞茂（たまむし さだもち）は、戦国時代の武将。

## 経歴・人物
はじめ長尾為景・上杉謙信に仕え、のち越後国を去り武田信玄に仕えた。嫡子・景茂の代より城氏を名乗る。歳80代で死去する。